# La Photo (South Park)
Pour les articles homonymes, voir La Photo.
La Photo (Cartman Sucks en VO) est le deuxième épisode de la onzième saison de la série animée South Park, ainsi que le 155e épisode de l'émission.
Le titre de l'épisode est un jeu de mots signifiant à la fois « Cartman craint » (sens argotique) et « Cartman suce » (sens propre), car l'épisode comporte des références à la fellation. L'épisode est centré sur Eric Cartman et Butters.

## Résumé
À l'occasion de nouvelles moqueries envers son éternel souffre-douleur Butters, Cartman croit réussir un coup de maître en mettant le pénis de sa victime dans sa bouche et en prenant cette scène en photo. Là où lui voit un coup de génie, ses amis ne perçoivent que dégoût et lui font honte. Sur le conseil de Kyle, Cartman doit réparer son erreur en inversant la situation, mais cette mise en scène échouera lamentablement.
De cet échec résultera notamment l'internement de Butters dans un camp de rééducation pour homosexuels, un camp où les suicides sont très fréquents. Butters est mis en relation avec Bradley qui devient son « responsable-copain ». Dans le même temps, Cartman perd la photo en question, et accuse Kyle et ses amis de la lui avoir volée.
Butters et Bradley vont se rapprocher à un point qui va vivement troubler ce dernier. Tentant de se suicider, il sera arrêté par Butters qui lui fera réaliser que le fait qu'on lui fasse croire qu'il est dans l'erreur ne signifie pas pour autant qu'il l'est. Leçon qui aurait profité à Cartman qui montre publiquement la photo de lui avec le pénis de Butters dans la bouche alors que la photo, loin d'être perdue, était simplement sous son bureau.